# Zanga
La zanga es un juego de cartas o naipes, de origen español, derivado del llamado «juego del hombre». Este último puede considerarse como el primer juego de cartas, del que nacieron muchos otros, tales como el dosillo, el tresillo, el cuatrillo, el quintillo, la cascarela, el renegado, la malilla, etc.
La zanga solo se juega actualmente (y con variaciones respecto del primitivo juego —así se deduce de la definición que hace el Diccionario de Autoridades—) en la zona definida como «Cuenca del río Campanillas» de la provincia de Málaga, es decir, en Almogía, Villanueva de la Concepción, Campanillas y Puerto de la Torre.
Otro foco importante de actividad de este juego se da en Canarias, donde su práctica está muy extendida.

## Enlaces
Manual de la zanga